# نوگاهاید
نوگاهاید (به انگلیسی: Naugahyde) یک برند آمریکاییِ چرم مصنوعی است. نوگاهاید یک پشتیبان کامپوزیت بافتنی و پوشش پلی‌وینیل کلراید منبسط شده (PVC) است. این محصول توسط بایرون ا. هانتر، شیمیدان ارشد در شرکت لاستیک ایالات متحده توسعه یافته است و اکنون توسط شرکت درون‌گذارده محصولات مهندسی یونی‌رویال (شرکت با مسئولیت محدود) تولید و فروخته می شود.
نام آن، برای اولین بار به عنوان یک علامت تجاری در سال ۱۹۳۶ میلادی استفاده شد، از نام نوگاتاک، کنتیکت، جایی که برای اولین بار در آنجا تولید شد، می آید. اکنون در استوتون، ویسکانسین تولید می‌شود.

## کاربرد
کاربرد اصلی نوگاهاید به عنوان جایگزینی برای چرم در اثاث یا تودوزی است. در چنین کاربری بسیار بادوام است و به راحتی با اسفنج یا پارچه مرطوب پاک شده و قابل نگهداری است. از آنجایی که یک محصول مصنوعی است، به صورت رول‌های بلند عرضه می‌شود، که اجازه می‌دهد بر خلاف پوست طبیعی حیوانات، قسمت‌های بزرگی از مبلمان را بدون درز پوشاند.
جنرال موتورز برای چندین دهه از این ماده در چندین خودروی خود استفاده کرد، با عبارات "کورداوین" و بعدها "وینیل مادریدی" برای بیوک، "مُراکسین" برای اولدزموبیل و "موروکاید" برای خودروهای پونتیاک، در حالی که شورلت از یک نام تجاری (برند) خاص استفاده نکرد و آن را به سادگی در بروشورهای فروش خود به عنوان "داخلی وینیل" ذکر کرد.

## بازاریابی
یک کمپین بازاریابی در دهه‌های ۱۹۶۰ و ۱۹۷۰ میلادی با طنز ادعا کرد که نوگاهاید از پوست حیوانی به نام "نوگا" به دست آمده است. این ادعا به یک افسانه شهری تبدیل شد. این کمپین تأکید کرد که بر خلاف سایر حیوانات، که معمولاً برای به دست آوردن پوستشان، باید ذبح شوند، نوگاها می‌توانند بدون آسیب رساندن به خود پوست خود را بریزند. عروسک نوگا، یک هیولای خپل شاخدار با پوزخندی پهن و دندان‌دار، در دههٔ ۱۹۶۰ میلادی بسیار محبوب و رایج شد و هنوز هم به فروش می‌رسد.